# 霍赫胡布山
47°59′11″N 14°19′22″E / 47.986344°N 14.322673°E
霍赫胡布山（德語：Hochhub），是奧地利的山峰，位於該國北部，由上奧地利州負責管轄，屬於上奧地利前阿爾卑斯山脈的一部分，海拔高度609米，每年平均降雨量1,578毫米。